# اکیوودر
اِکیووِدِر (انگلیسی: AccuWeather) یک شرکت رسانه‌ای آمریکایی است که خدمات تجاری پیش‌بینی آب و هوا در سراسر جهان را فراهم می‌کند. شرکت اکیوودر توسط جول مایرز در سال ۱۹۶۲ بنا نهاده شد.
از جمله خدمات این شرکت می‌توان ارائه اپلیکیشن برای گوشی‌های هوشمند و پیش‌بینی آب و هوا از طریق ویدئوهای آنلاین را نام برد.